# Акименко, Василий Савельевич
Васи́лий Саве́льевич Аки́менко (1899 год, Красная Поляна (сегодня — Ставропольский край), Российская империя — дата и место смерти не известны, СССР) — колхозник, Герой Социалистического Труда (1948).

## Биография
Родился в 1899 году в селе Красная Поляна. В 1913 году семья Василия Акименко переехала в Туркестанский край, где поселилась в селе Малогоровка (сегодня — Боктерли). В 1918 году участвовал в борьбе с белогвардейцами в составе партизанского отряда. C 1928 года стал работать в колхозе «Наш путь» и вскоре стал его председателем. С 1939 года член ВКП(б). В 1944 году стал председателем колхоза «Красный пахарь». В 1947 году был избран депутатом Талды-Курганского областного совета народных депутатов. С 1954 по 1959 годы работал председателем исполкома Кировского сельского хозяйства. В 1959 году вышел на пенсию.
Будучи председателем колхоза «Красный пахарь» проводил передовую для того времени агротехнику, в результате посевные площади колхоза увеличились в 1947 году с 774 гектаров до 1079 гектаров. В 1947 году урожайность пшеницы достигала с 8,2 до 16 центнеров. С 60 гектаров колхоз собрал 30 центнеров пшеницы.

## Награды
- Герой Социалистического Труда — Указом Президиума Верховного Совета от 28 марта 1948 года.
- орден Ленина (28.03.1948);
- орден Трудового Красного Знамени (09.04.1947);
- орден «Знак Почёта» (16.11.1945).